# Heinkel He 118
«Гейнкель» He 118 (нім. Heinkel He 118) — німецький одномоторний пікіруючий бомбардувальник, розроблений компанією Ernst Heinkel Flugzeugwerke в другій половині 1930-х років. Розроблений братами Гюнтер, He 118 наслідував багато дизайнерських ідей епохи Гюнтерів, зокрема еліптичну форму крила в плані та заокруглене хвостове оперення. Багато в чому це була алюмінієва версія змішаної конструкції He 70 Blitz, посилена для пікірування.
Це був звичайний консольний моноплан з крилом «перегорнута чайка» еліптичної форми, встановленим посередині фюзеляжу. Він був значно обтічнішим, ніж конкурент Junkers, із висувним шасі та внутрішнім бомбовим відсіком.
За проектом він обмежувався виконанням ролі, подібної до бомбардувальника-штурмовика, як Henschel Hs 123, а не справжнього пікіруючого бомбардувальника, як Junkers Ju 87. Він обмежувався бомбардуванням з неглибокого кута, більш відомого як «плануючого бомбардування», при цьому другий член екіпажу виконував роль націлювача бомби.
Під час випробувань було виявлено, що максимальний кут пікірування становив лише 50°. У червні 1936 року Ернст Удет взяв He 118 у випробувальний політ, але після початку свого першого занурення з висоти приблизно 13 000 футів гвинт раптово скривився, зрізавши редуктори, і He 118 розвалився в повітрі, і в результаті Удету довелося вистрибувати з парашутом. Водночас, Ju 87 неодноразово без проблем демонстрував пікірування під кутом 90 ° і тому виграв контракт.
З 15 побудованих He 118 два відправилися до Японії, де вони отримали позначення DXHe, однак літак розвалився під час льотних випробувань. Специфікація конструкції 13-Shi (1939), яка призвела до морського пікіруючого бомбардувальника Yokosuka D4Y, можливо, була натхненна конструкцією He 118, але в іншому ці два літаки мали мало спільного.
Heinkel використовував інший екземпляр як літаючий випробувальний стенд для турбореактивного двигуна Heinkel HeS 3. Пілот злітав і приземлявся, використовуючи поршневий двигун He 118, але в повітрі він запускав турбореактивний двигун та здійснив на ньому політ в липні 1939 року, це був перший політ літака на рушії на реактивній тязі.

## Однотипні літаки за епохою, характеристиками та призначенням
| - Fairey Barracuda - Junkers Ju 87 - Hamburger Flugzeugbau Ha 137 - CANSA FC.12 - Savoia-Marchetti SM.85 | - Savoia-Marchetti SM.93 - Vultee A-31 Vengeance - North American A-36 Apache - Douglas SBD Dauntless - Curtiss SB2C Helldiver | - Ар-2 - Пе-2 - Loire-Nieuport LN.401 - Saab 17 - Yokosuka D4Y | - Aichi D3A - Nakajima Ki-115 |